# Give Me Love (Ed Sheeran)
Give Me Love è un singolo del cantautore britannico Ed Sheeran, pubblicato il 26 novembre 2012 come sesto estratto dal terzo album in studio +.

## Descrizione
La canzone è stata scritta da Ed Sheeran, Jake Gosling e Chris Leonard.
Il singolo ha raggiunto la posizione numero 18 della Official Singles Chart. La traccia è stata inoltre usata nell'episodio 3x14 nel ballo della famiglia Mikaelson ("Relazioni pericolose") della terza stagione della serie televisiva The Vampire Diaries, mandata in onda dalla The CW.

## Promozione
Dal 31 agosto al 2 settembre 2012 Ed Sheeran ha eseguito la canzone all'Electric Picnic Festival. L'11 novembre ha eseguito la canzone a The X Factor.

## Video musicale
Un video musicale è stato caricato su YouTube il 9 novembre 2012 per una lunghezza totale di quattro minuti e 26 secondi, La ragazza che interpreta Cupido nel video è l'attrice australiana Isabel Lucas mentre il poliziotto è interpretato dall'attore inglese Christian Kinde.

## Tracce
1. Give Me Love (New Machine Remix) (feat. Mic Righteous) – 3:45
2. Give Me Love (True Tiger Remix) – 3:34
3. Give Me Love (Xilent Remix) – 3:41

## Classifiche
| Classifica (2012)  | Posizione massima |
| ------------------ | ----------------- |
| Australia          | 9                 |
| Austria            | 68                |
| Belgio (Fiandre)   | 38                |
| Belgio (Vallonia)  | 53                |
| Canada             | 94                |
| Germania           | 71                |
| Irlanda            | 10                |
| Nuova Zelanda      | 12                |
| Paesi Bassi        | 41                |
| Regno Unito        | 18                |
| Stati Uniti (rock) | 36                |